# Grand Prix Bari 1988
Il Grand Prix Bari 1988, noto come Kim Top Line per motivi di sponsorizzazione, è stato un torneo professionistico maschile di tennis giocato sulla terra rossa. È stata l'8ª edizione del torneo – la quinta inserita nel circuito Grand Prix – e si è svolta nell'ambito del Grand Prix 1988. Si è giocato dal 19 al 25 settembre 1988 al Circolo Tennis Bari di Bari, in Italia.

## Campioni

### Singolare
Thomas Muster ha battuto in finale  Marcelo Filippini con il punteggio di 2–6, 6–1, 7–5

### Doppio
Thomas Muster /  Claudio Panatta hanno battuto in finale  Francesco Cancellotti /  Simone Colombo con il punteggio di 6–3, 6–1